# Эрлингхаузен
Эрлингхаузен (нем. Oerlinghausen) — город в Германии, в земле Северный Рейн-Вестфалия.
Подчинён административному округу Детмольд. Входит в состав района Липпе.  Население составляет 16 670 человек (на 31 декабря 2010 года). Занимает площадь 32,7 км². Официальный код  —  05 7 66 056.
Город подразделяется на 3 городских района.

## Фотографии

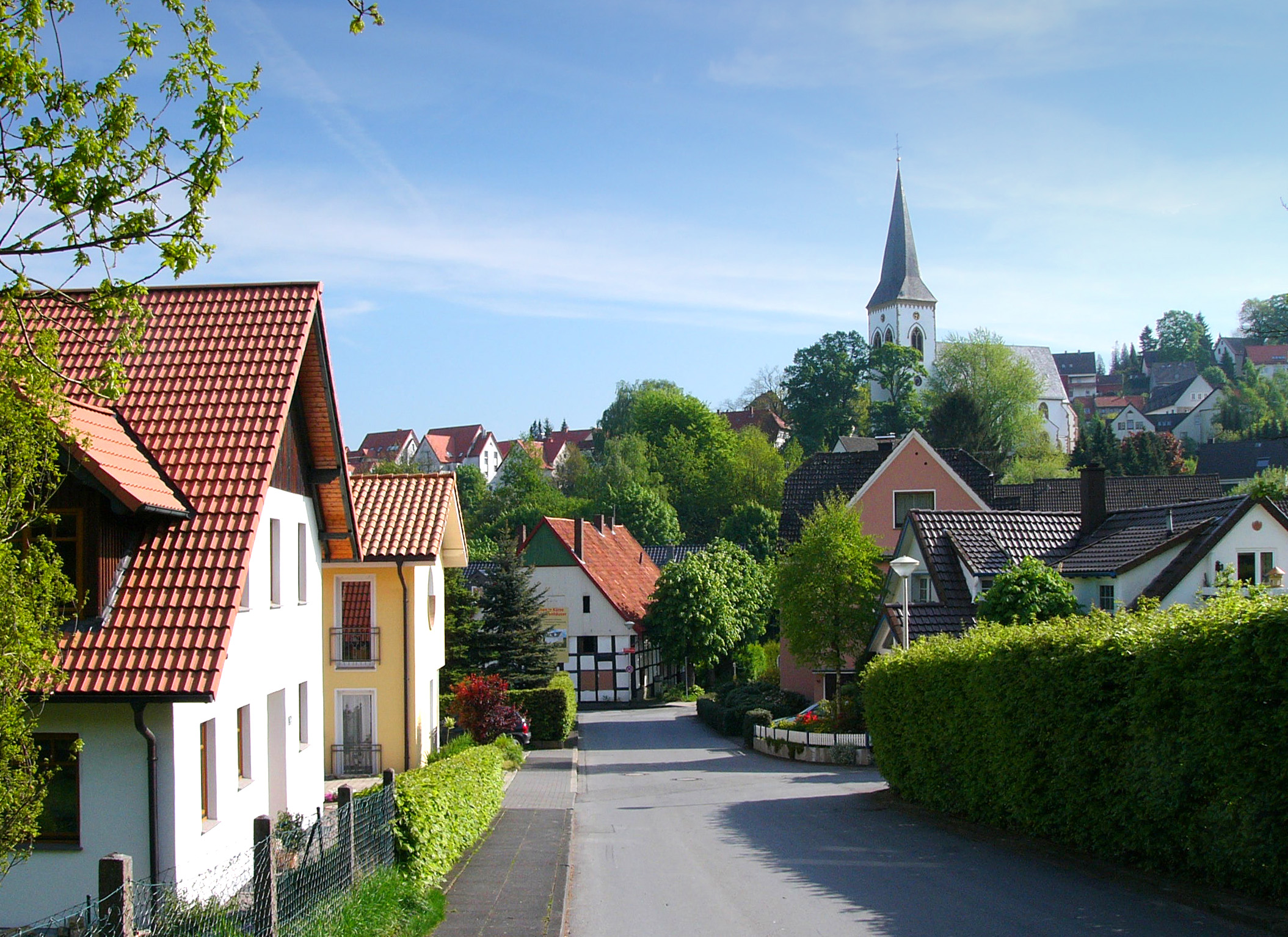
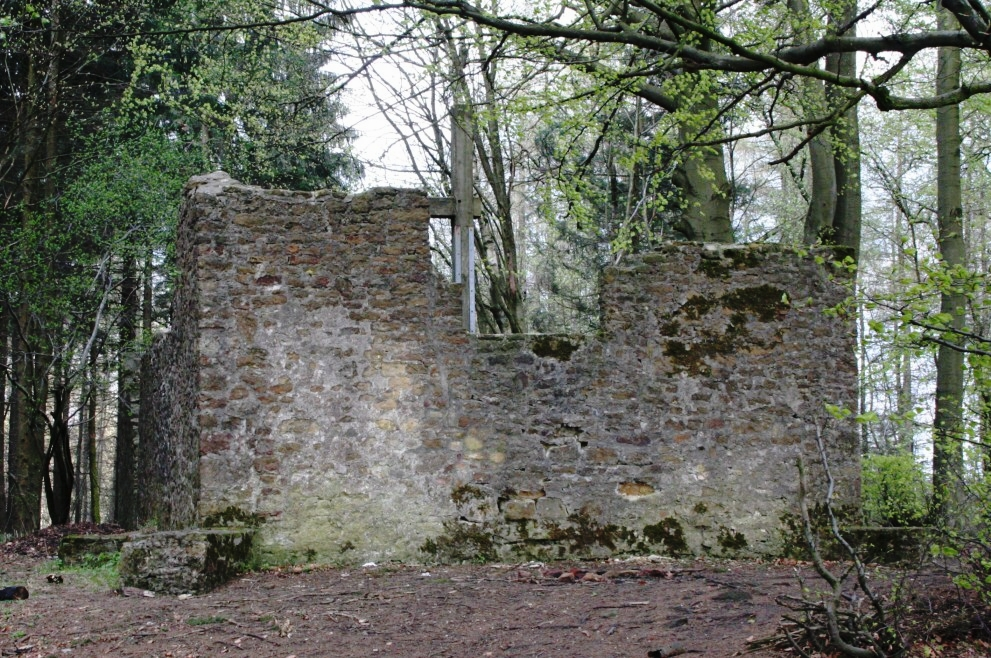
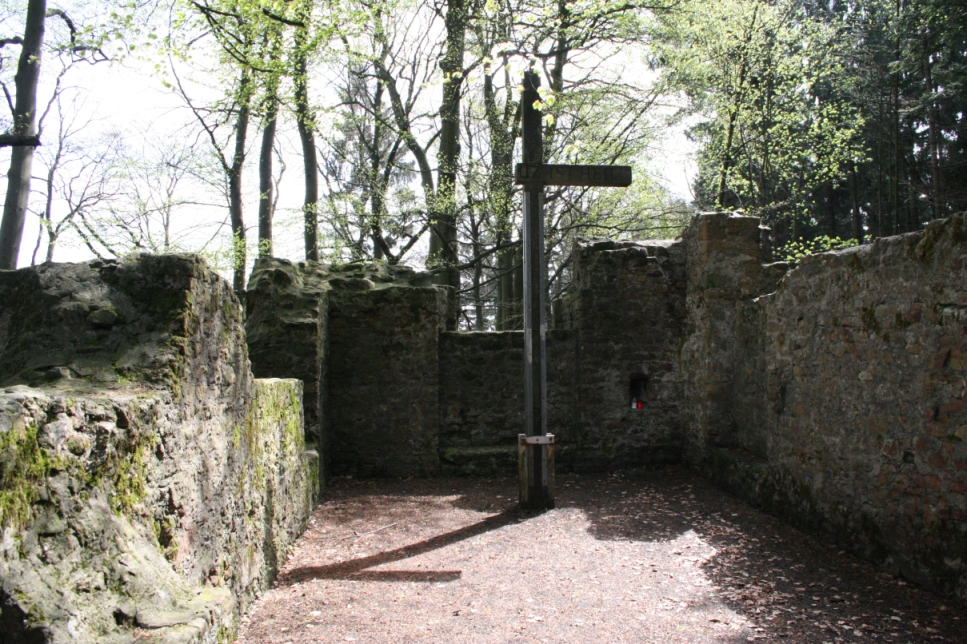
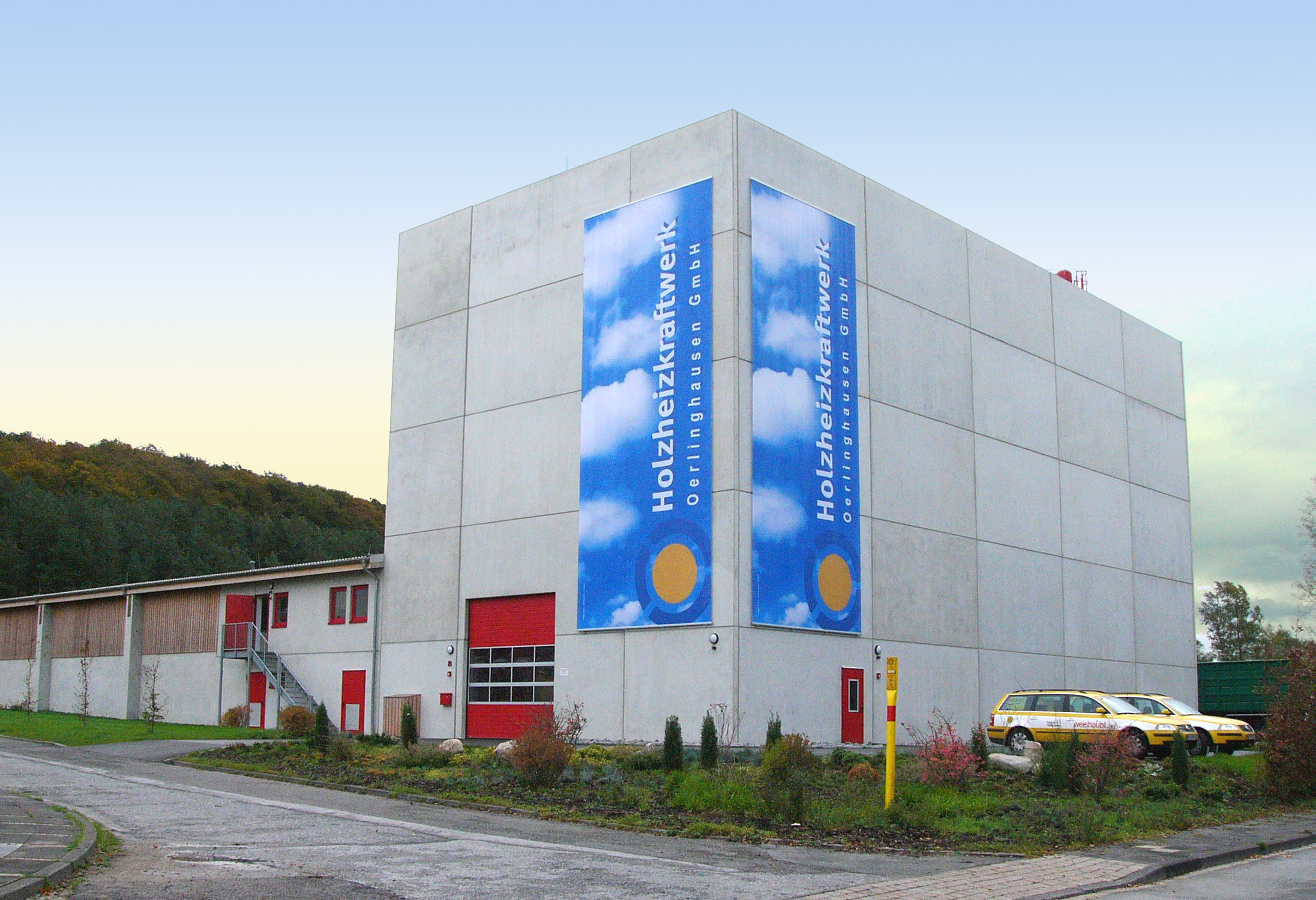